# راديو باريس
راديو باريس شبكة إذاعية فرنسية اشتهرت ببث دعايات الحلفاء في فيشي فرانس خلال الحرب العالمية الثانية.
تطورت إذاعة باريس من أول محطة إذاعية خاصة في فرنسا، تسمى راديولا، التي أسسها المهندس الفرنسي الرائد إميل جيراردو في عام 1922. أصبح راديو باريس في 29 مارس 1924، وظل كذلك حتى 17 يونيو 1940، وانتقل إلى ملكية الدولة في ديسمبر 1933 كمحطة رئيسية في البلاد. احتفظ اسمها من يوليو 1940 حتى أغسطس 1944، ولكن بعد ذلك كان يدير المحطة النازيين والمتعاونين الفرنسيين.
من عام 1940، شملت الأصوات التعاونية في إذاعة باريس جاك دوريو وفيليب هنريو. من عام 1942، نشر جان هيرولد باكيس تقارير إخبارية يومية على راديو باريس، والتي دعا فيها بانتظام إلى «تدمير» المملكة المتحدة. كانت عبارة الصيد الخاصة به هي «إنجلترا، مثل قرطاج، يجب تدميرها!»، مرددًا شعار كاتو الأكبر قرطاج ديلندا.
19 سبتمبر 1941، غنى موريس شيفالييه في لو بوست باريزيان آخر نجاح له، نوتردام إسبوار، ألحان مرافقته هنري بيتي.
أغلقت المحطة مساء يوم 15 أغسطس 1944 من قبل كوماندو الشرطة المدربين، كجزء من تحرير باريس.